# 澳大利亚箱形水母
澳大利亚箱形水母（學名：Chironex fleckeri），俗称海黄蜂，是一種致命的劇毒水母，生活在澳大利亚和新几内亚北部、马来西亚、菲律宾和越南。牠們造成了在世界上无数对人体的伤害或死亡事件，被认为是世界上最致命的海洋生物，也是世界上最劇毒的生物之一。如果被刺伤的区域足够大，未经治疗的受害者可能会在两到五分钟内死亡。

## 体态
澳大利亚箱形水母长有多達61根触须，每根长度最高可达到9米，体重最多可达两公斤。身體的周圍有24隻眼睛，朝着體內的胃部。

## 毒性
这种水母的剧毒可以在几分钟之内致人于死地。每年11月到次年3月是它们活跃的季节。箱形水母有数十只触角，长可达三米，刺丝胞约5亿个，这些刺丝胞能刺入受害者的皮肤，释放毒液。它们能透过光线亮度的差异，来感觉水中物体的存在。箱形水母在水中呈现半透明状态，所以让人很难察觉，是已知演化最高等的水母。
它主动攻击生物的时候，会把触须甩得很远，缠住猎物，然后用毒素阻断猎物的呼吸。

## 其他
- 僧帽水母
- 蓝环章鱼